# Edward Przanowski
Edward Przanowski (ur. 13 października 1845 w Glanowie koło Olkusza – zm. 6 lutego 1929 w Nowej Wsi koło Starogardu Gdańskiego) – inżynier i architekt powiatowy w Słupcy i Łęczycy, żołnierz powstania styczniowego.

## Młodość i lata nauki
Edward Czesław Karol Boromeusz Przanowski pochodził ze zubożałej rodziny szlacheckiej herbu Nowina, był synem Norberta Przanowskiego (1814–1850), dzierżawcy dóbr glanowskich i Kunegundy z Krobanowskich.
Edward Przanowski ukończył Gimnazjum Męskie w Piotrkowie i w 1862 wstąpił do nowo utworzonej Szkoły Głównej w Warszawie na Wydział Matematyczno-Fizyczny. Studia przerwał udział w powstaniu styczniowym, walczył w partii gen. Edmunda Taczanowskiego, a w przegranej bitwie pod Kruszyną (Nieznanicami) w dniu 29 sierpnia 1863 został dwukrotnie ciężko ranny. Według relacji Przanowskiego kozacy uganiający się po pobojowisku sprawdzali kto jeszcze z powstańców żyje. Sprawdzanie polegało na tym, że kłuli piką ciała leżących, a gdy zauważyli odruch – mordowali. Przanowski przebity piką, nie drgnął mimo bólu i uznany za nieżywego, poniechany został przez kozaków. W ten sposób uniknął niechybnej śmierci.
Od 1864 odbywał praktykę w Zarządzie Dróg Królestwa Polskiego, a 22 grudnia 1868 zdał egzamin i uzyskał tytuł inżyniera-konduktora.

## Działalność zawodowa
Przez 44 lata pracował jako inżynier w miastach Królestwa Polskiego, przeżywających w II połowie XIX w. regres w wyniku carskich represji popowstaniowych. W latach 1866–71 był inżynierem-konduktorem powiatu sieradzkiego. W latach 1871–80 pełnił obowiązki inżyniera i architekta powiatowego w Słupcy. Odpowiadał m.in. za infrastrukturę techniczną administrowanych terenów, utrzymanie dróg, remonty obiektów publicznych, ochronę przeciwpożarową. W 1878 kierował pracami technicznymi przy budowie kościoła w parafii ewangelicko-augsburskiej w Zagórowie koło Słupcy.
W 1880 mianowany został inżynierem i architektem powiatu łęczyckiego. Jako inżynier i architekt powiatowy sporządził plany miejscowości obwodu łęczyckiego, z których cztery pochodzące z 1893 zachowały się w Zbiorze kartograficznym Archiwum Głównego Akt Dawnych w Warszawie. Są to plany Łęczycy i Grabowa, Piątku, Poddębic, stanowiące cenne źródło rozwoju przestrzenno-urbanistycznego miejscowości.
W dziejach Łęczycy Przanowski zapisał się jako budowniczy siedziby straży ogniowej. Był autorem projektu architektonicznego, pełnił także nadzór nad prowadzonymi pracami. Do budowy remizy wykorzystano prawdopodobnie materiały z częściowej rozbiórki średniowiecznego zamku. W neoklasycystycznym gmachu – obok pomieszczeń dla straży ogniowej – znalazła się także obszerna sala teatralna z widownią dla 200 osób oraz galeria z kilkudziesięcioma miejscami stojącymi. Obiekt zachowany do dziś, w dalszym ciągu jest siedzibą łęczyckiej ochotniczej straży pożarnej.

## Działalność społeczna
Edward Przanowski związał się na wiele lat z łęczycką ochotniczą strażą ogniową, zaliczaną do najstarszych i największych straży w zaborze rosyjskim. Była to wówczas jedyna polska organizacja obywatelska w Łęczycy, prowadząca także działalność kulturalną i społeczną.
W 1882 został wybrany pomocnikiem naczelnika, a w rok później naczelnikiem łęczyckiej straży. Funkcję tę pełnił nieprzerwanie przez 20 lat – do 1903. Dbał o wyposażenie techniczne, a także szkolenie strażaków; w tym celu w 1888 wzniósł na dziedzińcu zamkowym drewnianą wieżę obserwacyjną, tzw. „wspinalnię” - miejsce ćwiczeń ochotników.
Podczas jubileuszu ćwierćwiecza istnienia organizacji (w 1900) wręczono Przanowskiemu honorowy toporek strażacki; natomiast w 1904 nadano mu tytuł członka honorowego łęczyckiej straży - jako pierwszemu w jej historii.
Będąc przedstawicielem pokolenia Szkoły Głównej przejawiał różnorodną aktywność społeczną i kulturalną. Już w 1868 w Sieradzu brał udział w amatorskich przedstawieniach teatralnych na rzecz szpitala i ochronki, prowadzonych przez Radę Opiekuńczą Zakładów Dobroczynnych Powiatu Sieradzkiego.
Także w Łęczycy przez trzy kolejne kadencje: 1883–1886, 1886–1889 i 1889–1892 wybierany był w skład Rady Dobroczynności Publicznej Powiatu Łęczyckiego.
Należy także nadmienić o ciekawej i oryginalnej wówczas inicjatywie Przanowskiego - zorganizowania (w trosce o rozwój fizyczny młodego pokolenia) ćwiczeń gimnastycznych dla sporej grupy dzieci i młodzieży.
W marcu 1906 wszedł w skład zarządu powstałego wówczas Towarzystwa Muzyczno-Dramatycznego w Łęczycy.
Współpracował z redakcją Słownika geograficznego Królestwa Polskiego i innych krajów słowiańskich – dzieła zainicjowanego przez Filipa Sulimierskiego, kolegę Przanowskiego z Gimnazjum w Piotrkowie i Szkoły Głównej Warszawskiej. Przanowski wymieniany był wśród osób deklarujących pomoc w dostarczaniu materiałów o poszczególnych miastach i osadach.

## Rodzina
W 1870 zawarł związek małżeński z Józefą z Lewickich (1851-1939). Przanowscy mieli ośmioro dzieci:
- Jan (1873–1941) – prawnik, adwokat, poseł na Sejm Rzeczypospolitej Polskiej w latach 1930-35;
- Stefan (1874–1938) – inżynier-mechanik, przemysłowiec, dyrektor i prezes Rady Nadzorczej Spółki Akcyjnej Norblin, Bracia Buch i T. Werner w Warszawie, minister przemysłu i handlu;
- Michał (1875–1954) – prowadził działalność handlową w Przasnyszu;
- Władysław (1880–1937) – inżynier, pedagog, założyciel i dyrektor Państwowego Instytutu Robót Ręcznych w Warszawie;
- Kazimierz (1881–1957) – inżynier-chemik, dyrektor cukrowni w Sidorowsku w guberni kijowskiej, po rewolucji bolszewickiej pracował w Koninie i Nowej Wsi, po II wojnie światowej w Wojewódzkiej Radzie Narodowej w Gdańsku;
- Jadwiga (1871–1920) – zamężna była z Antonim Kadeczem, farmaceutą zarządzającym apteką w Łęczycy, później prowadzącego własną aptekę w Warszawie.
- Wanda (1877–1963) była żoną Wacława Wągrowskiego – lekarza medycyny z Rawy Mazowieckiej.
- Maria (1885–1946) wyszła za mąż za dr. ekonomii Żelisława Grotowskiego – nauczyciela, autora wielu prac z zakresu historii gospodarczej i społecznej Polski.

Po przejściu na emeryturę przeniósł się do Warszawy. W 1912 wchodził w skład zarządu II Kasy Kredytowej Warszawie, przy ul Erywańskiej 14; kasa liczyła ponad 2 tys. członków, udzielała pożyczek i przyjmowała oszczędności. Następnie mieszkał u syna Jana w Walewicach k. Góry Kalwarii, a od 1924 w Nowej Wsi koło Starogardu Gdańskiego u syna Stefana.
Edward Przanowski zmarł w dniu 6 lutego 1929 w Nowej Wsi koło Starogardu Gdańskiego i pochowany został na cmentarzu farnym w Starogardzie Gdańskim, z honorami wojskowymi 2. Pułku Szwoleżerów Rokitniańskich. W latach osiemdziesiątych XX w. staraniem Towarzystwa Miłośników Ziemi Kociewskiej odnowiono zniszczony grób Przanowskiego; w 1984 w Nowej Wsi odsłonięto tablicę pamiątkową, a w Starogardzie Gdańskim nazwano ulicę jego imieniem.